# كرايغ ويليامسون
كرايغ ويليامسون (بالإنجليزية: Craig Williamson)‏ هو ضابط شرطة جنوب أفريقي، ولد في 23 أبريل 1949 في جوهانسبرغ في جنوب أفريقيا.